# 2005年沙兰镇洪灾
沙兰镇洪灾于2005年6月10日，黑龙江省宁安市沙兰镇特大山洪和泥石流，淹没低洼处的小学。官方通報117人死。官方指山洪乃「200年一遇的强暴雨」。由於事後「加强对上游和胜水库的监控[...]置了4个观察哨，派200人严防死守」，一直有指實情是暴雨時上游和胜水库泄洪或垮壩才造成山洪。
村民屢次向派出所示警而無人理會，引起全國媒體憤概；南方都市報追查，壓稿至2008年。有傳媒繪形繪聲描述官員接了村民電話，脫口而出「死了几个孩子算什么，我们不会游泳，去了也没用！」，此話廣獲報導，源頭未明，但「死了几个孩子算什么」成了本事件的代名詞。由於不少家長就地掩埋孩子遺體而沒送殡仪馆火葬，官方统計有沒算他們存疑問；水災三天後復課，全校原先352人，僅125人到校，而校方指有150人復課。

## 淹沒學校原因

### 部門與學校失職論
報章與家長指出：
- 镇和派出所接到多次告警，均不理睬；镇派出所甚至专注于拦住接人救人的摩托，只顧罚款。[4]
- 部分教师思想僵化，锁门，组织不力。[4]
- 镇腐败，教室由楼房改为平房。[4]

- 暴雨导致上游水库的堤坝被冲垮。由于水坝年久失修，在加上上游滥砍滥伐导致水土流失，稍微下一些雨就会引发洪灾。

### 官方矛盾说法
國家氣象局邵俊年指出：
- 沙兰镇所在地区降水量并不高，造成巨大灾难的原因可能与山上桥梁等设施堵塞河道有关。

黑龍江省政府指出：
- 两百年一遇的强暴雨引起山洪和泥石流，加上小学地势低洼。但据国家气象局的资料，当时只是普通降水。